# Гороблагодатский горнозаводский округ
Гороблагода́тский горнозаво́дский о́круг — административно-хозяйственное объединение казённых предприятий в Российской империи на территории современной Свердловской области. Сформировался как административно-хозяйственная единица во второй половине XVIII века в Кунгурском уезде Пермской губернии. Объединял Гороблагодатские заводы (в начале существования округа в его состав входили Кушвинский и Верхнетуринский заводы, позднее в его состав были включены Баранчинский, Серебрянский и Нижнетуринский заводы) и рудники, в том числе гору Благодать, от которой получил название, а также вспомогательные предприятия и поселения. Основной специализацией округа было производство передельного чугуна, железа и артиллерийских орудий и снарядов.

## История
Месторождение железной руды на горе Благодать было открыто в мае 1735 года. В ходе осмотра горы В. Н. Татищев оценил хорошие перспективы разработки нового месторождения и в сентябре 1735 года начал строительство Кушвинского завода, не дожидаясь одобрения властей.
3 марта 1739 года Анна Иоанновна передала гору Благодать и два недостроенных Гороблагодатских завода во владение ставленнику Э. И. Бирона, барону К. фон Шёмбергу. За три года Шёмберг закончил постройку Кушвинского и Верхнетуринского завода за счёт казённых ссуд, приписных крестьян и выписанных из Саксонии мастеров. В сентябре 1739 года на Кушвинском заводе была задута первая доменная печь. Заводы Гороблагодатского округа отличались высокой обеспеченностью лесными ресурсами.
7 апреля 1742 года Елизаветой Петровной заводы были возвращены в казну. В 1743 году был заложен, а в 1747 году запущен третий Гороблагодатский завод — Баранчинский, ставший впоследствии основным заводом округа. 5 мая 1754 года Сенат передал Гороблагодатские заводы (Кушвинский, Верхнетуринский, Баранчинский и строящийся Нижнетуринский) и месторождение графу П. И. Шувалову. В 1763 году Гороблагодатский горный округ окончательно перешёл в собственность казны.
В ноябре 1800 года была упразднена Канцелярия Главного правления заводов и организовано три горных начальства, подчинявшихся Берг-коллегии: Пермское, Юговское и Гороблагодатское. 16 марта 1801 года Сенатом на Урале были учреждены Пермский, Гороблагодатский и Екатеринбургский горные округа. Первым Главным начальником Гороблагодатских, Пермских и Камских заводов был назначен Андрей Фёдорович Дерябин.
В 1824 году в Гороблагодатском горном округе был заложен первый в России Царёво-Александровский платиновый прииск. Во второй половине 1880-х годов началась активная добыча платины на приисках Нижне-Туринской дачи Гороблагодатского округа, относящихся к Исовскому платиноносному району. К 1909 году на Гороблагодатских приисках было добыто около 3700 пудов платины.
В 1830-х годах на заводах округа стажировался и работал В. К. Рашет, позднее — А. А. Иосса.
По состоянию на 1859 год в Гороблагодатском округе было выплавлено чугуна: на Кушвинском заводе (3 домны) — 388 тыс. пудов, Верхнетуринском заводе (4 домны) — 385 тыс. пудов, Баранчинском заводе (2 домны) — 373 тыс. пудов. В начале 1860-х годов на Урале действовали 6 казённых горнозаводских округов, в том числе Гороблагодатский в составе 6 заводов.
В 1860 годах горный начальник Гороблагодатского округа В. А. Грамматчиков создал при Нижнетуринском заводе механическую артель для повышения производительности и снижения себестоимости продукции. В дальнейшем артели создавались на других заводах округа.
В начале XX века в Гороблагодатском округе было организовано производство артиллерийских снарядов и медных поясков к ним. Заводы округа были полностью обеспечены высококачественной железной рудой из месторождений гор Благодать и Малая Благодать. В 1913 году на горе Благодать было добыто 6,8 млн пудов руды, в 1914 году — 8,3 млн. На горе Малая Благодать добывалось ежегодно в среднем около 0,3 млн пудов.
В 1913 году в Гороблагодатском округе под руководством шведских специалистов началось и во время Первой мировой войны продолжалось строительство большой рудопромывальной фабрики с годовой производительностью в 6 млн пудов и воздушно-канатной дороги, которая связала бы рудник горы Благодать с доменными печами. К 1917 году здание фабрики было построено, но оборудование для неё было получено на 50—70 %, оснащение подвесной канатной дороги — на 90 %. В 1916 году в округе был разработан проект строительства магнитно-обогатительной фабрики и заказано оборудование в Швеции. В связи с начавшейся гражданской войной рудопромывальная фабрика и канатная дорога не были достроены, проект строительства магнитно-обогатительной фабрики тоже не был осуществлён.
Также на территории округа разрабатывались месторождения хромистых руд. В период с 1907 по 1916 год в округе добывалось около 100 тыс. пудов хромитов в год.